# Липово (Мађарска)
Липово или Липова (мађ. Lippó) је село у Мађарској, у крајње јужном делу државе. Село управо припада Мохачком срезу Барањске жупаније, са седиштем у Печују.

## Природне одлике
Насеље Липово налази у крајње јужном делу Мађарске, близу државне границе са Хрватском. Најближи већи град је Мохач.
Историјски гледано, село припада мађарском делу Барање. Подручје око насеља је равничарско (Панонска низија), приближне надморске висине око 120 м. Северно од насеља се издиже Виљанско горје. Око насеља нема већих водотока, а даље ка истоку протиче Дунав.

## Становништво
Према подацима из 2013. године Липово је имало 486 становника. Последњих година број становника опада.
Претежно становништво у насељу чине Мађари римокатоличке вероисповести, а мањине су Немци (око 9%), Срби и Роми.
Село је познато по важности за српску мањину у Мађарској, некада бројну (1910. око 35%), а данас малобројну, али и даље присутну (2,7% становништва). У селу постоји Српска православна црква, као сведок некадашњег значаја месних Срба, као и српска мањинска самоуправа.

### Попис1910.
| Липово | Липово |
| --- | --- |
| Језик | Вера |
| укупно: 1.074 Немачки 667 (62,10%) Српски 342 (31,84%) Мађарски 32 (2,97%) Хрватски 10 (0,93%) остали 23 (2,14%) | укупно: 1.074 Римокатолици 717 (66,75%) Православци 340 (31,65%) Јевреји 12 (1,11%) Лутерани 4 (0,37%) Калвинисти 1 (0,09%) |

## Историја Срба у месту
Срби су у насељу присутни још од средњег века, али је њихов број посебно нарастао после Велике сеобе.
Приступило је исповести пред српским православним парохом пред Ускрс 1735. године, 78 православних Хришћана у Липови. Записано је 1731. године 12 православних домова. Број становника Срба износио је 1796. године 400 душа, а век касније 1890. године остало их је 355 на броју. Било је то место 1885. године у Мохачком изборном срезу за црквено-народни сабор са својом парохијском филијалом. У Липови је тада записано 373 душе а у филијали Безедеку 177 православаца.
По државном шематизму православног клира Угарске из 1846. године, у Липови је било 648 православаца. Православно парохијско звање је основано (или од 1759?) и матрикуле се воде од 1773. године. Парохијске филијала је: Безедек. Парох је 1809-1846. године поп Прокопије Грујић.</ref>
Ту се налази православна црква посвећена Св. Јовану Крститељу. Првобитна богомоља је била саграђена у првој половини 18. века. Садашња црква је завршена и освећена 1804. године. Иконе на иконостасу је радио 1863-1864. године, сликар Никола Димић из Новог Сада. Богородичин престол је осликао иконописац Арсеније Вујић из Печвара. Липовски свештеник је 1907. године подсетио јавност и захвалио се бројним дародавцима на поклонима цркви и школи, за време његовог пароховања. Јован Јапић становник филијале Безедек основао је крајем 19. века Фондацију од 1000 круна при цркви у Липови, у спомен свог стрица Мирка. Исти је још урадио за липовски храм следеће: олтар и црквену солеју патосао је са лепим цемент-плочама, а у олтару још је дао да се направи узвишено архијерејско место - где седи владика за време богослужења. Такође је снадбео парохе са два потпуна црквена „одејанија” од тешке свиле, затим приложио велико бронзано кандило изнад амвона и коначно завесу на царским дверима, од црвеног сомота. Мештанин Живко Бачванин поклонио је нови полијелеј, и фино бело свилено одејаније, супруга Софија дала је бели свештенички стихар од тзв. српског платна. Стеван Бошњак дао је од кина сребра средње кандило, што виси пред Распећем на иконостасу. Ратар Младен Мирковић обновио је велике чираке пред олтаром, и на њима „даде вештачке дуплире зготовити у којима зејтин гори”, и док је жив он ће зејтин давати за ту намену. Живко Кашанин са сестром Љубицом, дао је да се наслика на узвишеном архијерејском месту лик Спаситеља (у природној величини), као и везени свештенички стихар. И Мила Бајић дала је свештенички стихар, а Ангелина Бачванин, Анка Лачанин и Анка Милиновић дале су свака по један застирач за налоњ. Ангелина Кашанин, Софија Бошњак и Маца Хорват дале су застираче за целиваоницу, а Софија Ћосић фини застирач за Христов гроб.
Месни парох поп Прокопије Грујић јавља се 1808. и 1814. године као купац једне српске књиге о античкој историји. За куповину Булићевог земљописа формиран је 1824. године мали претплатнички пункт у месту. У њему су се обрели писмени грађани: поп Прока Грујић парох (ту и 1826), Василије Кашанин земљеделац, Стефан Ћосић „лепцелдер” и тутор школског таса и Гаврил Томић учитељ липовски.
Умро је 1892. године поп Лазар Катић парох липовски. Био је родом из села Шаторишта, а пре рукоположења за јереја био је учитељ у Безедеку и Мајишу. Као свештеник служио је мало у Доњој Нани, па 31 годину у Ланчугу. Изабран је за липовског пароха једногласно 1883. године
Учитељ у месној школи 1846. године је Роман Комадиновић са 25 ученика. Радио је у месној школи 1868. године учитељ Димитрије Радојчић. Стање у српској народној школи није било сјајно по мишљењу епархијског школског референта Поповића 1884. године. Затекао је контролора да од 55 уписане деце само 38 стварно похађа наставу. Успех школске деце није довољан јер учитељ Димитрије Радојчић који служи 23 године у месту, „још ни данас се није прилагодио настави по новој методи”. У школи нема никаквих учила, а учитељска плата једва да износи 100 ф. укупно. Зато је Поповић препоручио Липовцима: да наложе учитељу Душану да се помоћу књига писаних за употребу народних учитеља поучи и извешти предавати школске предмете по новој методи. Затим, да црквена општина у току текуће школске године набави сва потребна учила, патоше учитељски стан, огради учитељску башту и то ако не могу прошћем, онда живом оградом. Поверио је такође администратору протопрезвирата Мохачког да обезбеди да учитељ мора имати плату у износу законског минимума од 340 ф. и то тако да по становништву прирез са том сврхом одреди и сабере. Мохачки „одвјетник” Јосиф Јагић је 1895. године подарио липовску школу са новим намештајем и нужним модерним училима вредних 550 круна. Постављен је за привременог учитеља 1899. године Лазар Печујлија. Почетком 20. века месна школа је српска вероисповедна, са једним здањем зиданим 1897. године. Учитељ је Лазар Крстић родом из Шумберка, који је ту три године и стално намештен. Полазило је 1905. године у основну школу 32 ђака, а седам ученика старијег узраста ишло у недељну школу.
Године 1905. Липова је мала општина у Дарданском срезу, Барањске жупаније. Ту живи 1006 становника у 204 дома. Доминирају Немци, Срба је дупло мање; има их 367 православних душа (или 36%) са 65 кућа. Од српских јавних здања ту су православна црква и народна школа. У насеље ради поштански уред. Постоји српска православна црквена општина, а парохијска филијала је Безедек. Црквена скупштина је редовна под председништвом Младена Кашанина. Храм је 1905. године споља у лошем, а изнутра у добром стању. Постоје два српска православна гробља, са најстаријим спомеником из 18. века. Од црквених старих књига, најстарија је србуља, Зборник из 1580. године, који је писао ђакон Кореса. Црквено-општински посед је од 45 кј. земље. Парохијски дом је шесте класе, има парохијски дом, а парохијска сесија садржи 31 кј. земље. Парох је поп Урош Мађаревић родом из Липове, који служи 14 година у месту. Вредни попа бавио се пчеларством, виноградарством и књижевношћу.
После Првог светског рата и поделе Барање на два дела — данас мађарски (северни, већи) и хрватски (јужни, мањи), Липово се нашло у сасвим другачијем, неповољнијем положају. Нова граница између Мађарске и Краљевине Срба, Хрвата и Словенаца, нашла се на пар километара од насеља. У следећим годинама већи део Срба се иселио у српске делове новоформиране Краљевине Срба, Хрвата и Словенаца.
Почетком 21. века српска црква посвећена Рођењу Св. Јована Крститеља подигнута 1804. године, налази се у добром стању, у центру насеља. Православно гробље је јужно пола километра удаљено од насеља, добро уређено и одржавано. По гробљу расте трава и храстови, није ограђено, споменици су на српском језику и потичу из 19. века.